# Gerhard Antony IJssel de Schepper
Gerhard Antony IJssel de Schepper (Deventer, 30 mei 1810 - Olst, 22 oktober 1868) was een Nederlandse gematigd liberaal politicus.

## Familie
IJssel de Schepper, lid van de familie IJssel de Schepper, was een zoon van mr. Jan Wolter Jacob IJssel de Schepper (1778-1831) en Wilhelmina Henriëtte Vijfhuis (1783-1869). Hij kwam uit een familie van bestuurders, zowel zijn vader als beide grootvaders waren burgemeester van Deventer. Hij was een oomzegger van Kamerleden Hendrik Abraham IJssel de Schepper en Willem Hendrik Vijfhuis. Uit zijn huwelijk met Margaretha Budde werden zes kinderen geboren.

## Loopbaan
IJssel de Schepper studeerde rechten aan het Athenaeum Illustre in zijn geboorteplaats en studeerde vervolgens Romeins en hedendaags recht aan de Leidse Hogeschool. In 1831 nam hij deel aan de Tiendaagse Veldtocht. In 1834 promoveerde hij op zijn proefschrift De causa in conventionibus secundum jus Romanum et Francicum.
In 1836 werd hij benoemd tot notaris in Olst. In die tijd startte ook zijn politieke loopbaan, hij was meerdere malen lid van de gemeenteraad van Olst en lid van de Provinciale Staten van Overijssel (1843-1850, 1853-1869). In 1859 werd hij lid van de Maatschappij der Nederlandse Letterkunde. Van 1864 tot 1866 was hij lid van de Tweede Kamer der Staten-Generaal.

## Publicaties
- 1834 De causa in conventionibus secundum jus Romanum et Francicum
- 1842 Vlugtige beschouwingen omtrent het verkiezingsstelsel
- 1856 Missions diplomatiques de Corneille Duplicius de Schepper, dit Scepperus (met baron de Saint-Genois)
- 1861 Het onregtmatige ondoeltreffende en hoogst nadeelige der armenwet in hare bepalingen omtrent het domicilie van onderstand

- Biografisch Portaal: 27260072
- Digitale Bibliotheek voor de Nederlandse Letteren: ijss002
- Gemeinsame Normdatei: 1055307494
- International Standard Name Identifier: 0000 0001 4088 5147
- Nederlandse Thesaurus van Auteursnamen: 070368708
- Parlement.com: vg09lldcy1zy
- Système universitaire de documentation: 104580844
- Virtual International Authority File: 255218540